# Anastasija Łebid´
Anastasija Jurijiwna Łebid´, ukr. Анастасія Юріївна Лебідь (ur. 30 października 1993) – ukraińska lekkoatletka specjalizująca się w biegu na 400 metrów przez płotki. 
Uczestniczka mistrzostw Europy juniorów w Tallinnie (2011). Rok później dotarła do półfinału juniorskich mistrzostw świata w Barcelonie. W 2013 sięgnęła po brąz młodzieżowego czempionatu Europy w Tampere.
Złota medalistka mistrzostw Ukrainy.
Rekord życiowy: 56,91 (6 czerwca 2013, Jałta). 

## Osiągnięcia
| Rok  | Impreza                                             | Miejsce   | Konkurencja                     | Lokata     | Wynik   |
| ---- | --------------------------------------------------- | --------- | ------------------------------- | ---------- | ------- |
| 2010 | Eliminacje Europy do igrzysk olimpijskich młodzieży | Moskwa    | bieg na 400 metrów przez płotki | 7. miejsce | 62,24   |
| 2011 | Mistrzostwa Europy juniorów                         | Tallinn   | bieg na 400 metrów przez płotki | eliminacje | 57,24   |
| 2012 | Mistrzostwa świata juniorów                         | Barcelona | bieg na 400 metrów przez płotki | półfinał   | 58,13   |
| 2013 | Młodzieżowe mistrzostwa Europy                      | Tampere   | bieg na 400 metrów przez płotki | 3. miejsce | 56,92   |
| 2013 | Młodzieżowe mistrzostwa Europy                      | Tampere   | sztafeta 4 × 400 metrów         | 4. miejsce | 3:31,14 |
| 2015 | Młodzieżowe mistrzostwa Europy                      | Tallinn   | bieg na 400 metrów przez płotki | 7. miejsce | 57,58   |
| 2016 | Halowe mistrzostwa świata                           | Portland  | sztafeta 4 × 400 metrów         | 5. miejsce | 3:40,42 |